# Stadtbahnwagen B
Lo Stadtbahnwagen B (letteralmente Vettura metrotranviaria "tipo B") è un modello di vettura tranviaria articolata progettata dalla DUEWAG per l'esercizio sulle reti metrotranviarie della regione della Ruhr.
Si tratta di vetture a due casse, bidirezionali e a pianale alto; alcune unità della rete di Dortmund vennero allungate con l'aggiunta di una terza cassa intermedia.

## Storia
Alla fine degli anni sessanta del XX secolo venne progettata la trasformazione delle reti tranviarie delle città della regione della Ruhr in un moderno sistema di metropolitane leggere. Per l'esercizio di questa rete fu progettata un'elettromotrice articolata a due casse, denominata di "tipo A" (Stadtbahnwagen A).
In seguito, si unirono al progetto anche le città di Colonia e Bonn, che decisero di unificare l'esercizio fra le loro reti utilizzando le ferrovie locali della KBE. Ciò rese inutilizzabile il progetto della vettura "tipo A" e portò alla definizione di un nuovo veicolo, che consentisse l'utilizzo sulle linee ferroviarie secondo le norme EBO, e contemporaneamente sulle strette curve dei tunnel tranviari nel centro di Colonia.
Da queste premesse nacque il "tipo B" (Stadtbahnwagen B), i cui primi tre prototipi (due per Colonia e uno per Bonn) furono consegnati nel 1973. Il progetto del "tipo A" costituì invece la base per le vetture DT8 di Stoccarda.
In seguito ai buoni risultati ottenuti dai prototipi, le vetture "tipo B" furono costruite in serie e più volte replicate fino al 1994, in quasi 470 esemplari suddivisi fra le reti di Bochum, Bonn, Colonia, Dortmund, Düsseldorf, Duisburg, Essen e Mülheim.
Sulla base delle vetture "tipo B", la DUEWAG realizzò diverse varianti ed evoluzioni per la rete di Karlsruhe e per le città estere di Ankara, Bursa, Città del Messico, Guadalajara, Londra, Losanna, Monterrey, Newcastle upon Tyne, Pittsburgh e Saint Louis.

## Sottoserie
Le vetture "tipo B" si distinguono in diverse sottoserie, che differiscono per la velocità massima (80 o 100 km/h) e per la tecnica dei motori (C: a frazionatore; D: ad azionamento trifase; S: a commutatore).
Pertanto si distinguono le sottoserie B80C, B80D, B80S, B100S e B100T.